# Batangbatang Daya
Batangbatang Daya is een bestuurslaag in het regentschap Sumenep van de provincie Oost-Java, Indonesië. Batangbatang Daya telt 6182 inwoners (volkstelling 2010).